# カール・ラートゲン
カール・ラートゲン（Karl Rathgen、1855年3月1日 - 1921年11月6日）は、明治時代にお雇い外国人として来日したドイツの経済学者である。

## 経歴・人物
ドイツ帝国のザクセン＝ヴァイマル＝アイゼナハ大公国のヴァイマルで生まれた。ストラスブール大学、マルティン・ルター大学ハレ・ヴィッテンベルク、ライプツィヒ大学、ベルリン大学で学んだのち、1880年、ナウムブルクにいたときに、ストラスブルク大学で博士号 （Dr. rer. pol.）を取得した。テーマは市場形成であった。
1882年（明治15年）から1890年（明治23年）まで日本政府の招聘により日本に滞在していた。
東京大学に雇われ、行政などの経済に関する多くの学問の教鞭を執った。また、同時期に農商務省（現在の経済産業省および農林水産省）にも雇われ、取引所関係の制定に携わるなど、政治や経済における日本とドイツの関係の向上に貢献した。
1890年（明治23年）に任期を満了して帰国した後も経済学関係の仕事に就き、マールブルク大学やハイデルベルク大学で教鞭を執った。1907年、新設のハンブルク植民地機関（独：Hamburgisches Kolonialinstitut）で教授となった。1919年にはハンブルク大学の学長、経済学部の学部長となった。専門分野は植民地政策と財政である。

## 著書
- 『日本の経済と国家財政』（原題：Japans Volkswirtschaft und Staatshaushalt）-帰国後の1891年に刊行。日本の経済に関することが多く言及されている。
- 講述『政治学』李家隆介、山崎哲蔵訳。1893年[1]。ただし、ラートゲンは法学者ではなく経済学者である。